# 오목공원
오목공원은 서울특별시 양천구 목동에 있는 근린공원이다. 양천구의 공립공원이며 공원 앞에 SBS 목동 본사 사옥이 있어서 주민들 일부 사이에서는 'SBS공원' 이라고도 불린다. 

## 현황
- 분수대
- 양천구 로고 중앙광장
- 쉼터
- 공원 조형물
- SBS 수석 - SBS측이 양천구청에 기증한 수석이다.